# Faculté de médecine et de maïeutique Lyon-Sud
La Faculté de médecine et de maïeutique Lyon Sud - Charles Mérieux est une unité de formation et de recherche de l'université Claude Bernard Lyon 1.

## Historique
La faculté est issue de la réforme des études consécutive à la Loi d'orientation de l'enseignement supérieur de novembre 1968, et à la Loi de l'enseignement supérieur de janvier 1984. Elle est l'héritière, avec les trois autres UFR (Grange Blanche, Rockefeller et Laennec) de Lyon, de la Faculté de médecine de Lyon. Elle se situe à Saint-Genis-Laval, dans l'enceinte du Centre Hospitalier Lyon Sud. Elle prendra le nom de faculté de médecine Lyon sud Charles Mérieux- dès la rentrée universitaire 2009.
Elle accueille les étudiants à leur sortie de l'enseignement secondaire, et assure leur formation complète jusqu'à la Thèse de Docteur en Médecine.

## Le Laboratoire Multimédia Médical (LMM)
Pour la préparation au concours de première année, encadré par un numérus clausus, la faculté de médecine Lyon sud prévoit le Laboratoire Multimédia Médical ou LMM. Depuis 1994, la Faculté de Médecine Lyon-Sud propose ainsi un Atelier de Suivi Pédagogique aux étudiants de première année (PCEM 1) : dans le Laboratoire Multimédia Médical, les étudiants s'auto-évaluent à l'aide d'un logiciel informatique, le programme Pédagogic@ ; les banques de questions sont préparées par des tuteurs de troisième année (DCEM 1), et relues par les enseignants. De plus, cette aide informatique est enrichie d'un tutorat en présentiel, où l'ensemble des questions traitées lors d'une séance sont reprises et commentées par le tuteur. Enfin, une semaine de pré-rentrée est organisée en début d'année universitaire, où les différents enseignements sont présentés aux étudiants ; une discussion permet également d'aborder les difficultés généralement rencontrées par les étudiants au cours d'une année de concours ; d'autre part, des leçons informatisées sur les matières enseignées en première année, ainsi que des vidéos, permettent à chacun d'acquérir un premier vocabulaire scientifique et médical, et de faciliter la compréhension des cours dans des amphithéâtres très chargés : l'année universitaire 2006-2007 voit ainsi près de sept cents étudiants accueillis en PCEM 1.

## Préparation à L'Examen Classant National (ECN)
Pour la préparation de l'Examen Classant National (ECN), voie obligatoire pour le futur Interne, une deuxième phase de changement pédagogique a également été réalisée pour les futurs internes : un site web a ainsi été préparé, où tous les items de l'Examen Classant National sont répertoriés, classés par Modules d'enseignement, et où chaque étudiant peut consulter les documents de travail validés par les enseignants et les Collèges de spécialité.

## Controverses
D'après le collectif « No Fake Med », la faculté de médecine Lyon-Sud serait la faculté de médecine française la plus poreuse aux pseudo-médecines,,.

## La vie associative

### L'Association Médicale des Étudiants de l'Unité Sud-Ouest (AMEUSO)
L'association étudiante de l'UFR Lyon Sud-Charles Mérieux est l'AMEUSO (Association Médicale des Étudiants de l’Unité Sud Ouest). Le local de l'association est situé sur le campus et a une superficie de 300 m2. Les objectifs de l'association sont de représenter et servir les étudiants, à cette fin elle propose de nombreux services :

#### Pédagogie
L'association propose un service de tutorat aux étudiants en première année afin de les aider à réussir le concours. Pour les étudiants en année supérieures elle anime la prise et l'impression des ronéos.

#### Divertissement
L'association anime la vie des étudiants du campus en leur proposant divers évènements au cours de l'année universitaire. Notamment des soirées étudiantes, des repas, des week-ends thématiques (intégration, ski, fin d'année). Cela permet aux étudiants de décompresser en marge de leurs études.

### Le Tutorat Santé Lyon Sud
Le Tutorat Santé Lyon Sud assure le service de tutorat aux étudiants de première année de la faculté (PACES). Légalement il est affilié à l'AMEUSO, cependant il est reconnu par l'Université Claude Bernard Lyon 1 comme la préparation officielle au concours. Cette reconnaissance de l'organisme s'accompagne d'un soutien financier, logistique et matériel ce qui permet de proposer des services de préparation gratuitement aux étudiants.